# Bügür

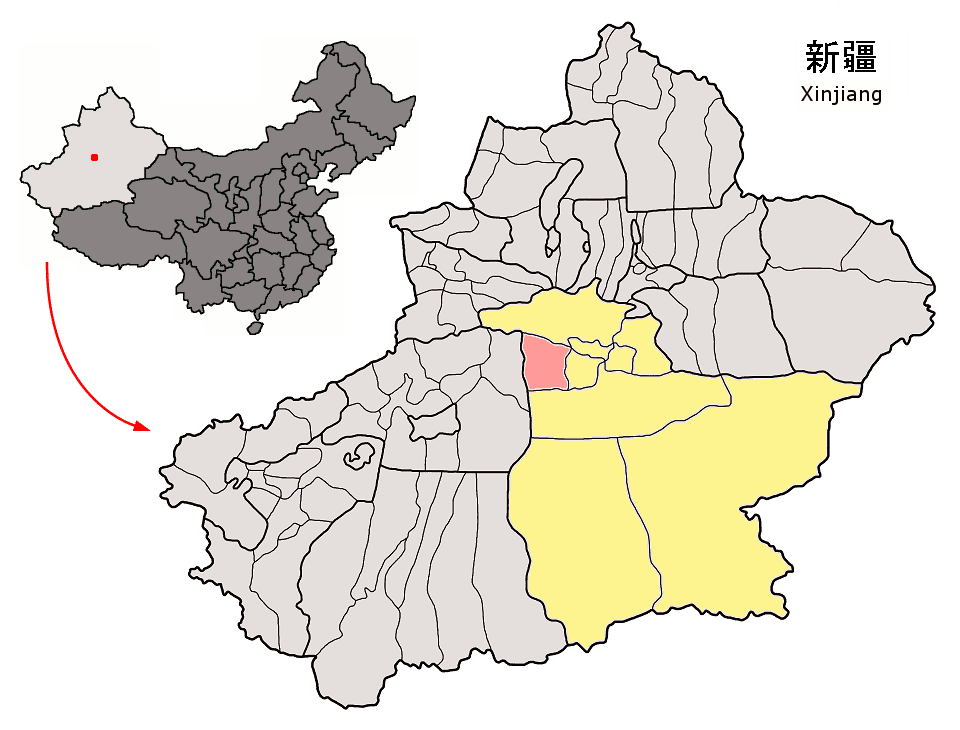
Lage des Kreises Bügür (rosa) im Mongolischen Autonomen Bezirk Bayingolin (gelb)

Bügür, auch: Luntai (chinesisch 轮台县, Pinyin Lúntái Xiàn, uigurisch بۈگۈر ناھىيىسى Bügür Naⱨiyisi), ist ein Kreis im Nordwesten des Mongolischen Autonomen Bezirks Bayingolin im Uigurischen Autonomen Gebiet Xinjiang der Volksrepublik China. Die Fläche beträgt 14.185 Quadratkilometer und die Einwohnerzahl 116.166 (Stand: Zensus 2010). Sein Hauptort ist die Großgemeinde Luntai (輪台鎮).